# Skanörs mölla
Skanörs mölla är en väderkvarn som ägs av och ligger i Vellinge kommun. Möllan är en stubbkvarn som är belägen i västra delen av Skanör. Dess äldsta delar av ek är insatta 1698, men den fanns troligen redan på medeltiden. Byggnaden är sedan 1975 ett lagskyddat byggnadsminne och idag är den Skånes äldsta bevarade stubbkvarn.

## Historik

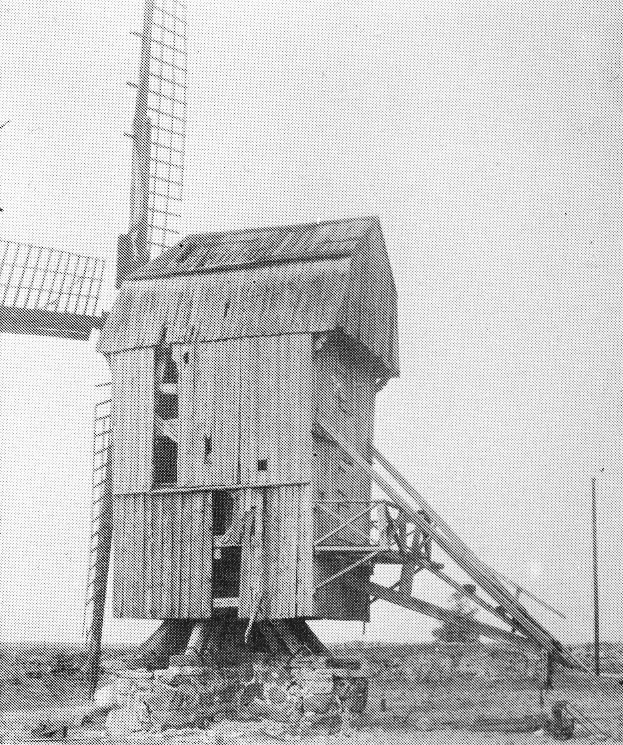
Skanörs mölla, 1930.

Byggnadsåret för Skanörs mölla är inte känt. På stenbjälken finns det en inristning som har texten "ANNO 1769 HPM". Det kan betyda byggnadsåret eller året för ombyggnad. Förmodligen står texten för ett ombyggnadsår eftersom stenbjälken är äldre. Enligt en dendrokronologisk undersökning är stenbjälken från sent 1600-tal. Den var i drift fram till 1922 och den siste möllaren hette Anders Andersson som hyrde möllan fram till 1922. Fram till 1936 fanns det flera ägare av möllan och som mest hade 720 människor andelar i möllan. 1973 blev Vellinge kommun ägare av möllan. Den senaste renoveringen 1975 gjorde möllan funktionsduglig igen. Den rätades upp, täcktes med ekspån, fick en ny kvarnaxel, nya vingar tillverkades och inventarierna förnyades. Det året blev möllan byggnadsminnesförklarad på grund av att den berättar om stubbamöllor som funnits sedan medeltiden, att väderkvarnen är en symbol för det skånska landskapet och den är välbevarad. Förr fungerade möllan som ett sjömärke eftersom den var placerad i ett öppet läge och den var synlig från havet. Idag har den inte samma funktion eftersom den är omgiven av träd och buskar.

## Konstruktion
Möllan står på en kryssformad murad platform. Ytterväggarna är gjorda av locklistpanel och taket är täckt av spån. Kvarnverket med kronhjul, nål med drev, kvarnstenar rinkar står kvar, men har inte varit i bruk på länge.